# 전갈자리 X-1
전갈자리 X-1(영어: Scorpius X-1)은 전갈자리에 있는, 지구로부터 약 9,000 광년 떨어진 엑스선 천체이다. 전갈자리 X-1은 태양계 밖에서 최초로 발견된 엑스선 방출 천체이며, 태양을 제외하면 하늘에서 가장 엑스선을 강하게 방출하는 천체이다. 엑스선의 선속은 매일 변화하며, 이는 동반성인 전갈자리 V818과 관련이 있다.

## 발견
1962년 6월 19일, 고감도 엑스선 감지기를 단 에어로비 150 로켓이 발사되어, 로켓이 궤도를 일부 이탈했음에도 불구하고 달에서 나오는 것이 아님이 확실한 엑스선을 J1950 적위 16h 15m, 적경 -15.2° 지점에서 감지했으며, 이를 통해 태양계 바깥의 엑스선 천체가 최초로 발견되었다. 장비는 원래 달의 엑스선을 관측하기 위한 용도였기 때문에 시야를 제한하기 위해 시준기가 장착되지 않았고, 이로 인해 장비의 분해능이 낮아졌기 때문에 이 천체의 위치는 정확히 측정되지 못했는데, 이로 인해 천체가 은하중심에 위치할 것이라는 추측이 제기되었다. 같은 해 10월 은하중심이 지평면 밑에 있을 때 실험을 반복했지만 엑스선 천체는 감지되지 않았고, 다음 해 6월에 다시 실험한 끝에 천체가 전갈자리에 위치함이 밝혀졌다. 전갈자리의 최초의 엑스선 천체라는 뜻으로, 명칭은 전갈자리 X-1이 되었다.
펄사가 발견되기 전인 1967년 이오시프 쉬클로프스키는 전갈자리 X-1의 가시광 및 엑스선 관측 결과를 통해 복사선이 중성자별의 강착 원반에서 나오는 것이라고 결론지었다.

## 특성
전갈자리 X-1의 엑스선 방출량은 2.3×1031 W로, 태양의 총 광도의 약 6만 배이다. 전갈자리 X-1은 18.9시간을 주기로 겉보기등급이 1가량 변동한다. 가시광 대역에서도 불규칙적인 파장 변화가 보여지지만, 이는 엑스선의 변동과 관련이 없다. 전갈자리 X-1은 중성자별로 강착 원반의 물질이 표면에 쌓이며 에너지를 방출하는데, 이 과정에서 주변의 물질들이 가속되어 엑스선이 방출된다. 전갈자리 X-1의 밝기는 에딩턴 한계 내로 일정하다.
전갈자리 X-1은 저질량 엑스선 쌍성으로, 중성자별의 질량은 1.4 태양질량인데, 그 동반성의 질량은 0.42 태양질량밖에 되지 않는다. 두 항성은 구상성단에서 서로 만나서 형성된 것으로 보고 있으며, 동시에 생성되지는 않은 것으로 추정된다.

## 같이 보기
- 엑스선천문학